# Mieczysław Łomowski

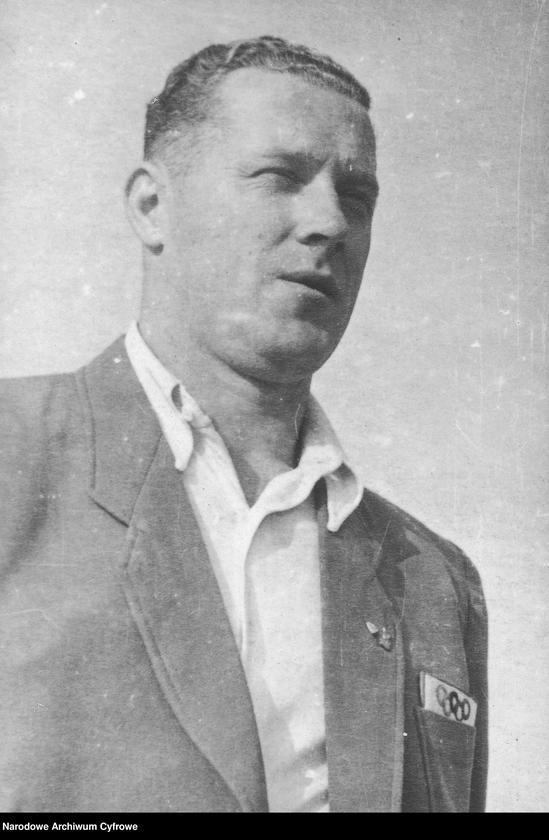
Mieczysław Łomowski (1948)

Mieczysław Łomowski (* 19. September 1914 in Vilnius; † 15. Oktober 1969 bei Gniew) war ein polnischer Kugelstoßer und Diskuswerfer.
Im Diskuswurf schied er bei den Leichtathletik-Europameisterschaften 1946 in Oslo in der Qualifikation aus und wurde Vierter bei den Olympischen Spielen 1948 in London.
Dreimal wurde er Polnischer Meister im Kugelstoßen (1947–1949) und fünfmal im Diskuswurf (1947–1949, 1951, 1953).

## Persönliche Bestleistungen
- Kugelstoßen: 16,25 m, 26. Juni 1955, Posen
- Diskuswurf: 48,77 m, 2. Oktober 1955, Danzig